# Пежа
Пежа — река в Ивановской области России. Устье реки находится в 58 км по левому берегу реки Вязьма. Исток теряется в лесах севернее города Тейково, за деревней Першино. Длина реки составляет 12 км. Не судоходна.
Вдоль русла расположены населённые пункты (от устья к истоку): Григорьево, Грозилово, Суббочево, Першино. Также на реке существововала деревня Пежа, упразднённая в 1975 году.

## Данные водного реестра
По данным государственного водного реестра России относится к Окскому бассейновому округу, водохозяйственный участок реки — Уводь от истока и до устья, речной подбассейн реки — Бассейны притоков Оки от Мокши до впадения в Волгу. Речной бассейн реки — Ока.